# Luu Thi Diem Huong
Luu Thi Diem Huong (Ho Chi Minh, 30 agosto 1990) è una modella vietnamita, incoronata Miss Terra Vietnam 2010.
Diễm Hương ha gareggiato alla decima edizione del concorso di bellezza Miss Terra, dove si è piazzata nella rose delle quattordici ultime finaliste, scelte durante la serata finale. In precedenza, era riuscita a classificarsi al primo posto per l'assegnazione del titolo di Best in Swimsuit.
Al 2011 la prestazione di Luu Thi Diem Huong rappresenta il miglior piazzamento del Vietnam nella storia del concorso di bellezza di Miss Terra.